# Anthony Spear
Anthony Spear, detto anche Tony, (Martins Ferry, 1936), è un ingegnere elettronico statunitense. Nel 1996 ha diretto la missione Mars Pathfinder per il Jet Propulsion Laboratory e la NASA.

## Carriera
Dopo aver conseguito il diploma delle superiori, Spear trascorse quattro anni nella United States Air Force (l'aeronautica militare degli Stati Uniti), frequentando la scuola per operatori radio e riparando apparecchi radio sui jet da caccia. Nel 1962 conseguì la laurea in ingegneria elettronica presso l'Università Carnegie Mellon e, nel 1970, il master presso la University of Southern California.
Iniziò a lavorare presso il Jet Propulsion Laboratory a Pasadena mentre ancora frequentava le lezioni che avrebbero condotto al suo master. Partecipò all'Engineering Executive Program presso l'Università della California, Los Angeles (UCLA) dove conseguì un master in ingegneria nel 1973.
L'attività lavorativa di Tony Spear presso il JPL, sin dalla suo ingresso nel 1962, ha riguardato varie aree di interesse. Agli inizi si occupò di telecomunicazioni, focalizzandosi alle difficoltà relative alla spazio profondo, partecipando così alla fase di progettazione e sviluppo del Programma Mariner della NASA dal 1964 al 1973. Partecipò inoltre alla progettazione del sistema di comunicazione delle sonde Viking nel 1976.
Dal 1975 al 1979, diresse lo sviluppo e l'implementazione degli strumenti, operanti nella banda delle microonde, del satellite SeaSat. Tra questi, il primo radar ad apertura sintetica operante nello spazio. Negli undici anni seguenti, Spear partecipò con vari incarichi alla missione Magellano.
Dopo aver diretto i primi studi di fattibilità del Programma Discovery della NASA (voluto dall'allora Amministratore NASA Daniel Goldin e retto dal motto "cheaper, faster and better" - più economico, più veloce e migliore), a Tony Spear fu affidata la direzione della missione Mars Pathfinder. Nel 2000, Daniel Goldin ha elogiato Spear con queste parole: 
(Daniel Goldin, Amministratore della NASA.)
Spear si è ritirato dal JPL nel 1998. Attualmente collabora con Red Whittaker, Astrobotic Technology e l'Università Carnegie Mellon per il conseguimento del Google Lunar X Prize.

## Onorificenze
Gli è stato dedicato l'asteroide 6487 Tonyspear.